# Spilosoma pallidior
Spilosoma pallidior är en fjärilsart som beskrevs av Rothschild 1910. Spilosoma pallidior ingår i släktet Spilosoma och familjen björnspinnare. Inga underarter finns listade i Catalogue of Life.